# Hydrostachys polymorpha
Hydrostachys polymorpha är en tvåhjärtbladig växtart som beskrevs av Johann Friedrich Klotzsch. Hydrostachys polymorpha ingår i släktet Hydrostachys och familjen Hydrostachyaceae. Inga underarter finns listade i Catalogue of Life.